# Fiefs impériaux
Ne doit pas être confondu avec Fief d'Empire.

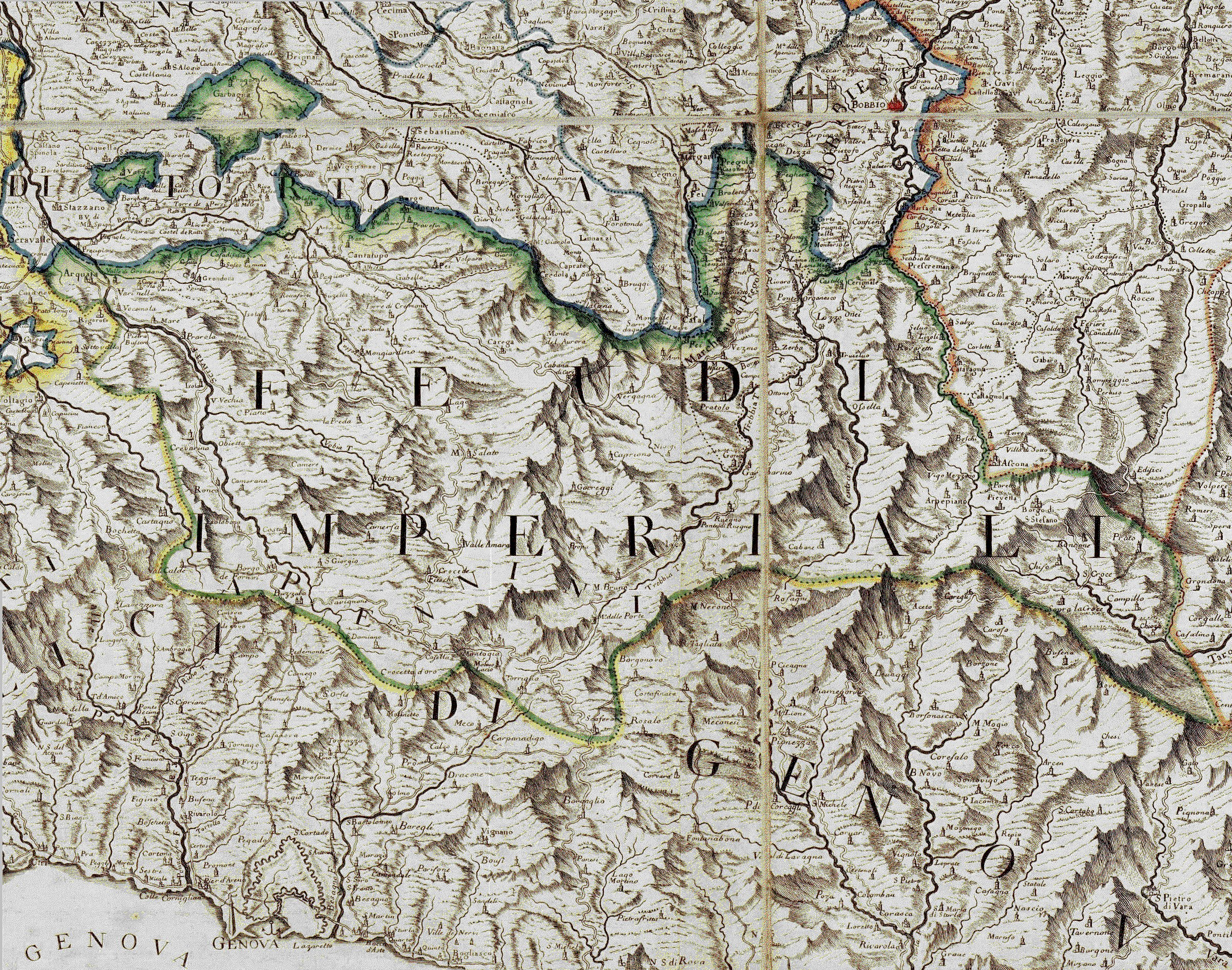
Feudi Imperiali dell'Appennino ligure

Dans les territoires faisant nominalement partie du Saint-Empire romain germanique en Italie ont subsisté des fiefs impériaux (en italien : feudi imperiali, en allemand : Reichsitalien) jusqu’au XVIIIe siècle, dans les zones qui avaient conservé des liens féodaux avec l’Empire, le plus souvent avec immédiateté impériale.
Ces États étaient soumis à la juridiction du Conseil aulique (Reichshofrat), le tribunal suprême de l’Empire, qui disposait d’une section italienne, mais ces États ne siégeaient pas et ne votaient à la Diète impériale (Reichstag). Parmi ceux-ci, les six États majeurs étaient dénommés les Fiefs latins (en italien : Feudi latini, en latin : Feuda latina) :
- le grand-duché de Toscane, faisant partie de l’Empire comme duché depuis 1530 ;
- les fiefs qui formaient l’État de Milan (le duché de Milan, la principauté de Pavie, le comté de Crémone, etc.) ;
- les États de Savoie (le duché de Savoie, le duché d’Aoste, le principauté de Piémont, le comté de Nice, le comté d'Asti, etc.) ;
- le duché de Mantoue ;
- la république de Gênes ;
- le duché de Parme et Plaisance, malgré son origine papale, depuis 1545.

Parmi les autres fiefs impériaux de dimension moyenne, on trouve le Montferrat, le duché de Modène et Reggio, ceux de Massa, de Sabbioneta et de Bozzolo, l’État de Parme (les duchés de Parme et Plaisance, le Stato Pallavicino, l'État Landi, le marquisat de Zibello), y compris les petites principautés de la plaine du Pô (le duché de Guastalla, la principauté de Correggio (it), etc.), petit à petit absorbés par des États plus grands.
Existaient encore environ 200 à 250 petits fiefs dits Fiefs mineurs (en italien : Feudi minori, en latin : Feuda minora), situés surtout sur l’Apennin ligure et sur les collines du Bas Piémont, jusqu’à l’Apennin tosco-émilien. Ils dérivaient de la fragmentation des marquisats historiques des Alérame et des Obertenghi, principalement due à la non-application pendant longtemps du principe de primogéniture dans les successions, et réussissent à subsister en raison de leur isolement. Pour ces petits États, parfois minuscules, la protection impériale pouvait garantir une certaine autonomie. Ils étaient dirigés par 50 à 70 familles nobles (les Gonzague, del Carretto, les Malaspina, Scarampi, Pico, Pio, les Pallavicino, Spinola, les Doria, les Fieschi, Adorno, etc.).